# Tragiscoschema holdhausi
Tragiscoschema holdhausi là một loài bọ cánh cứng trong họ Cerambycidae.